# Miaoqian, Fujian
Miaoqian är en köping i sydöstra Kina. Den ligger i Liancheng härad i staden Longyan i provinsen Fujian, omkring 280 kilometer väster om provinshuvudstaden Fuzhou. Antalet invånare är 23 491. Befolkningen består av 11 755 kvinnor och 11 736 män. Barn under 15 år utgör 15,0 %, vuxna 15-64 år 72 %, och äldre över 65 år 11,0 %.